# Le monache di Sant'Arcangelo
Le monache di Sant'Arcangelo è un film del 1973 diretto da Paolo Dominici (alias Domenico Paolella).
La pellicola, ispirata al libello Cronaca del convento di Sant'Arcangelo a Bajano (Francia, 1829), attribuito a Stendhal, ha per protagonista Ornella Muti, diciottenne.
Nello stesso anno gli stessi regista e sceneggiatore girarono un altro film dello stesso genere, Storia di una monaca di clausura, con protagonista una giovanissima Eleonora Giorgi.

## Trama
Regno di Napoli, 1577. Vige l'Inquisizione romana e la caccia alle streghe e nei processi è autorizzata la tortura, mentre il popolo vive nella miseria e nella paura. L'aitante nobile spagnolo Don Carlos se la spassa nel convento di Sant'Arcangelo di Baiano, appagando il suo erotismo con suor Giulia di Mondragone, potente ecclesiastica che ambisce al titolo di badessa del convento. Valutato il potere di Don Carlos, Giulia cerca di compiacerlo, mentre altre suore, in particolare suor Carmela, tramano contro di lei in quanto interessate all'ambito titolo di badessa. Giulia s'offre in più occasioni a Don Carlos, nonostante sia lesbica e desiderosa di stare solo con la sua innamorata: suor Chiara.
Giulia accontenta Don Carlos anche quando le chiede di trascorrere una notte d'amore con la giovane e bellissima suor Isabella, nipote di Giulia, costretta contro la sua volontà a prendere i voti monacali ma, in realtà, innamoratissima d'un ragazzo del paese d'origine.

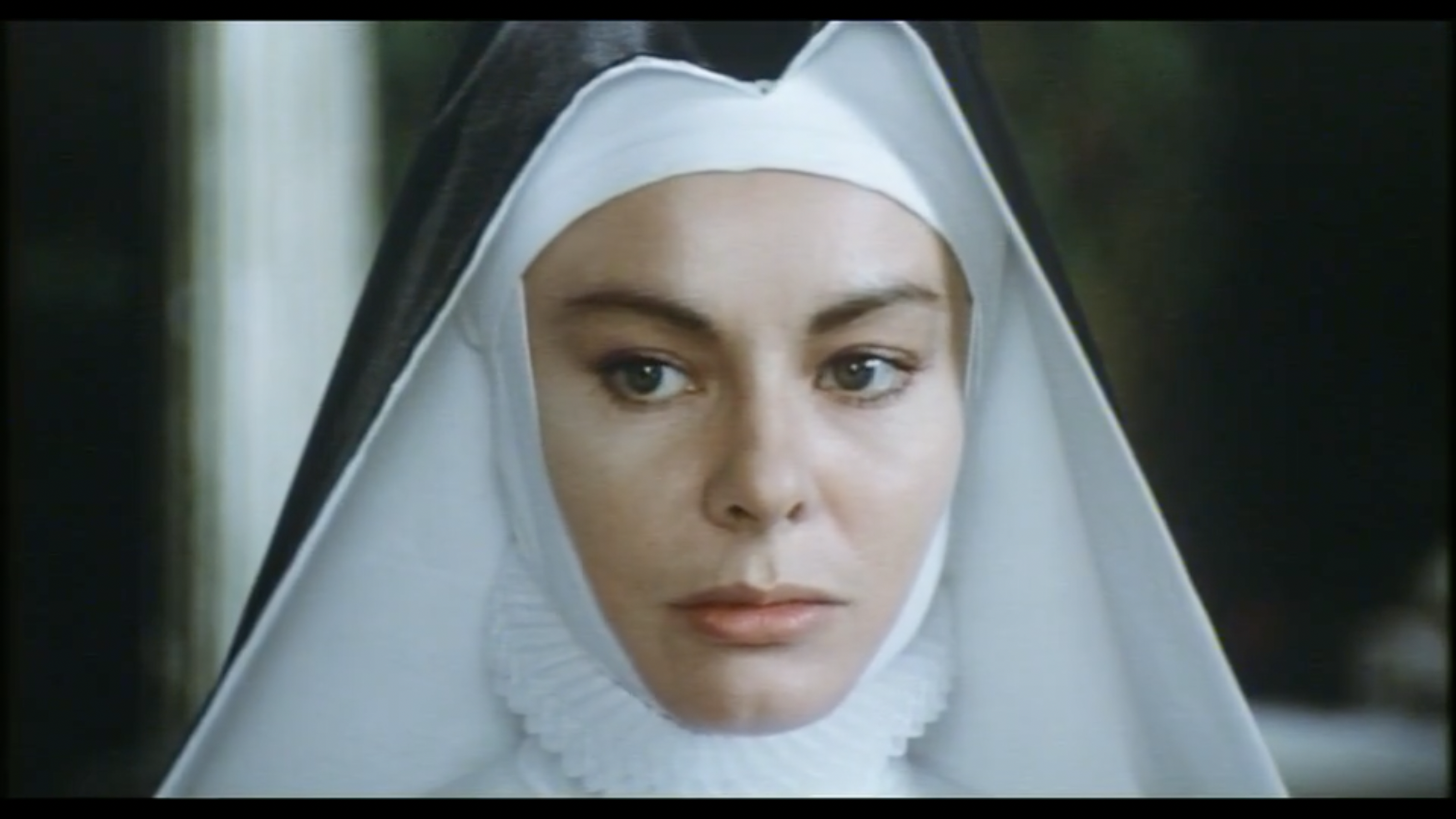
Giulia (A. Heywood)

Considerato che l'attuale badessa, suor Lavinia, appare sempre più prossima alla morte, Giulia e Carmela si scatenano in una guerra che dovrà determinare chi, alla morte di Lavinia, le succederà nei compiti e nelle funzioni. Da pure azioni mosse da gelosia passano ad avvelenamenti, trappole, denunce e false accuse.
Se suor Giulia asseconda Don Carlos, suor Carmela, anche tramite alcuni protettori e amanti, rivela una condotta criminale pari almeno a quella di Giulia.
Il passo verso lo scandalo è breve: morti, minacce e pestaggi accompagnati dalla spedizione di lettere anonime alle alte autorità ecclesiastiche, fanno subito aprire un processo. Dello scandalo s'occupa il vicario Carafa, rappresentante dell'Inquisizione inviato dall'arcivescovo di Napoli: spietato è il processo in cui varie suore vengono torturate e fatte confessare. Suor Carmela è sottoposta alla tortura dei pesi, suor Chiara a quella dell'acqua, suor Giulia alla tortura della costrizione degli arti, ma questa, da sempre perversa e spavalda, dimostra una minore soglia di sopportazione del dolore e presto confessa d'essere autrice d'un avvelenamento progressivo ai danni della badessa Lavinia, oltre a rapporti contro natura con suor Chiara e altre nefandezze, tra cui la collaborazione con Don Carlos.
Il tribunale, sentita anche Lavinia, portata nella stanza dell'Inquisizione su un letto, conclude che le imputate meritino una punizione esemplare e severissima: la legge ecclesiastica, però, impedisce l'applicazione della pena di morte alle suore comuni, solo la badessa, infatti, in caso di condotta criminale, può essere condannata a morte. Considerata la situazione di Lavinia e valutati gli ingenti patrimoni posseduti da Giulia, che passerebbero alla Chiesa nel caso in cui questa morisse, il tribunale decide, anzitutto, di rimuovere Lavinia dall'incarico di badessa, rimettendola alla funzione di semplice suora. In cambio il tribunale, in virtù dei propri poteri, nomina in assenza dell'interessata, Giulia quale nuova badessa di Sant'Arcangelo; a questo punto la sentenza può prevedere la condanna a morte di Giulia e il passaggio dei beni alle autorità ecclesiastiche. Le suore, riunite nella sala antistante la camera di tortura, vestite d'un camice bianco con tessuto sopra un enorme crocifisso nero, attendono la sentenza. Non essendo badesse, sono sicure solo d'una cosa: al di là della punizione loro inflitta, non potranno essere condannate a morte. Ad attendere la sentenza, al cospetto delle autorità, appaiono Carmela, Chiara, Giulia, Isabella e Lavinia. La lettura della sentenza è implacabile e lascia di stucco le suore, provate nel corpo dalle torture inflitte: Chiara, colpevole di comportamento contronatura e di complicità con Giulia, è condannata al carcere a vita, da scontare in una piccolissima cella in totale isolamento, Carmela segue la stessa sorte di Chiara, ma la pena è ridotta a soli vent'anni (anche in considerazione dell'assenza di comportamento contronatura), Lavinia (ormai quasi incosciente alla lettura della sentenza) viene restituita al ruolo di suora semplice, mentre Giulia è dapprima dichiarata badessa dopodiché, nel nuovo ruolo, considerati il comportamento contronatura e la condotta criminale, condannata a morte; la sentenza di morte è eseguita immediatamente tramite cicuta: sotto gli occhi delle altre imputate, di Carafa e dell'arcivescovo d'Arezzo, viene sottoposta a giusta e massima punizione.
La vicenda si conclude, quindi, con la crudelissima esecuzione di Giulia, costretta a bere il veleno. Le altre suore, col viso in lacrime, provate nella mente e nel corpo, assistono, pietrificate, a una scena raccapricciante: Giulia, incredula e spaventata per la sentenza di morte, inveisce disperata contro la corte denunciando come disumana la legge ecclesiastica e giustificando i suoi atti di lesbismo come ricerca d'amore. Dinnanzi alle proteste e alle suppliche, la nuova badessa è dapprima redarguita quale bestemmiatrice, dopodiché è costretta a bere il veleno, dopo l'ingerimento del quale cade a terra, impiegando interminabili minuti per morire. Rantolando e gridando a squarciagola, Giulia muore dopo un supplizio dolorosissimo, sadico e persino umiliante. Isabella, già consegnata a Don Carlos come "oggetto sessuale", riesce invece a ribaltare la situazione: aiutata da Don Carlos, che teme un ricatto da parte della ragazza, venuta casualmente a conoscenza di alcuni suoi traffici illegali, è processata senza essere mai torturata e, alla fine, alla lettura della sentenza, è assolta da tutte le accuse. Come "punizione" per la sua fornicazione con Don Carlos, riceve l'inattesa giustizia della pena, dato il trattamento riservato alle altre sventurate: paradossalmente ottiene la dispensa dai voti: ciò significa la libertà e il possibile riavvicinamento a Fernando, il bellissimo ragazzo del quale è da sempre innamorata.

## Produzione
La sceneggiatura prende spunto dal libello francese Cronaca del convento di Sant'Arcangelo a Bajano (1829), che non è certo appartenga alle Chroniques italiennes (1836-1839) di Stendhal (attribuzione non pacifica nella critica letteraria); si racconta che nel 1540 sotto il Viceré Don Pedro de Toledo nel convento avvennero: 
«fatti di libidine, sangue e sacrilegio» da parte di quattro monache: «...giovani nobili fanciulle, Agata Arcamone, Chiara Frezza, Laura Sanfelice, Giulia Caracciolo, sacrificate dai genitori e costrette a prendere i voti». Nello stesso racconto emerge anche molta fantasia, come ad esempio che tra i ruderi del monastero (che oggi non esistono più, essendo rimasta solo la Chiesa di Sant'Arcangelo a Baiano) «...si aggira il fantasma di Agata Arcamone, fuggita da Napoli dopo la decisione di chiudere il Convento, senza lasciare tracce di sé».

### Riprese
Il monastero di Sant'Arcangelo è in realtà l'abbazia di Fossanova nel comune di Priverno, in provincia di Latina; il palazzo del signore spagnolo è Villa Lante a Bagnaia, frazione di Viterbo.

## Distribuzione

### Censura

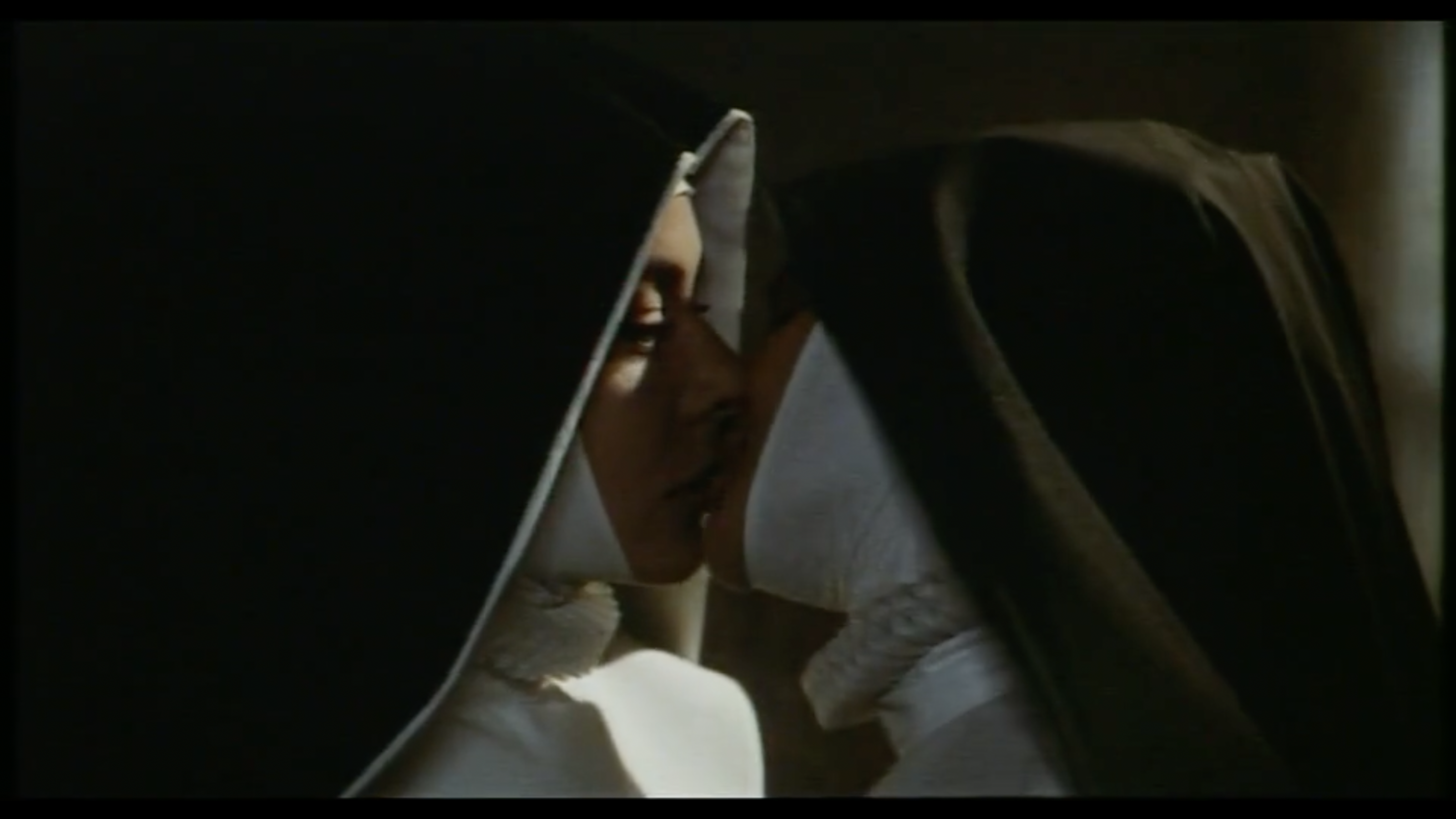
Il bacio sulla bocca fra Giulia e Chiara

Il film ha subito numerosi tagli censori; nella prima revisione del gennaio 1973 furono alleggerite due scene, per un totale di 1,7 metri di pellicola:
1. Notevolmente ridotta la scena delle due suore che si baciano sulla bocca in una inquadratura in primo piano;
2. Eliminata la scena di madre Giulia in cui, dopo aver denudato la gamba di madre Chiara, le bacia il piede.

Con tali modifiche, il film uscì nei cinema col divieto di visione ai minori di 18 anni.

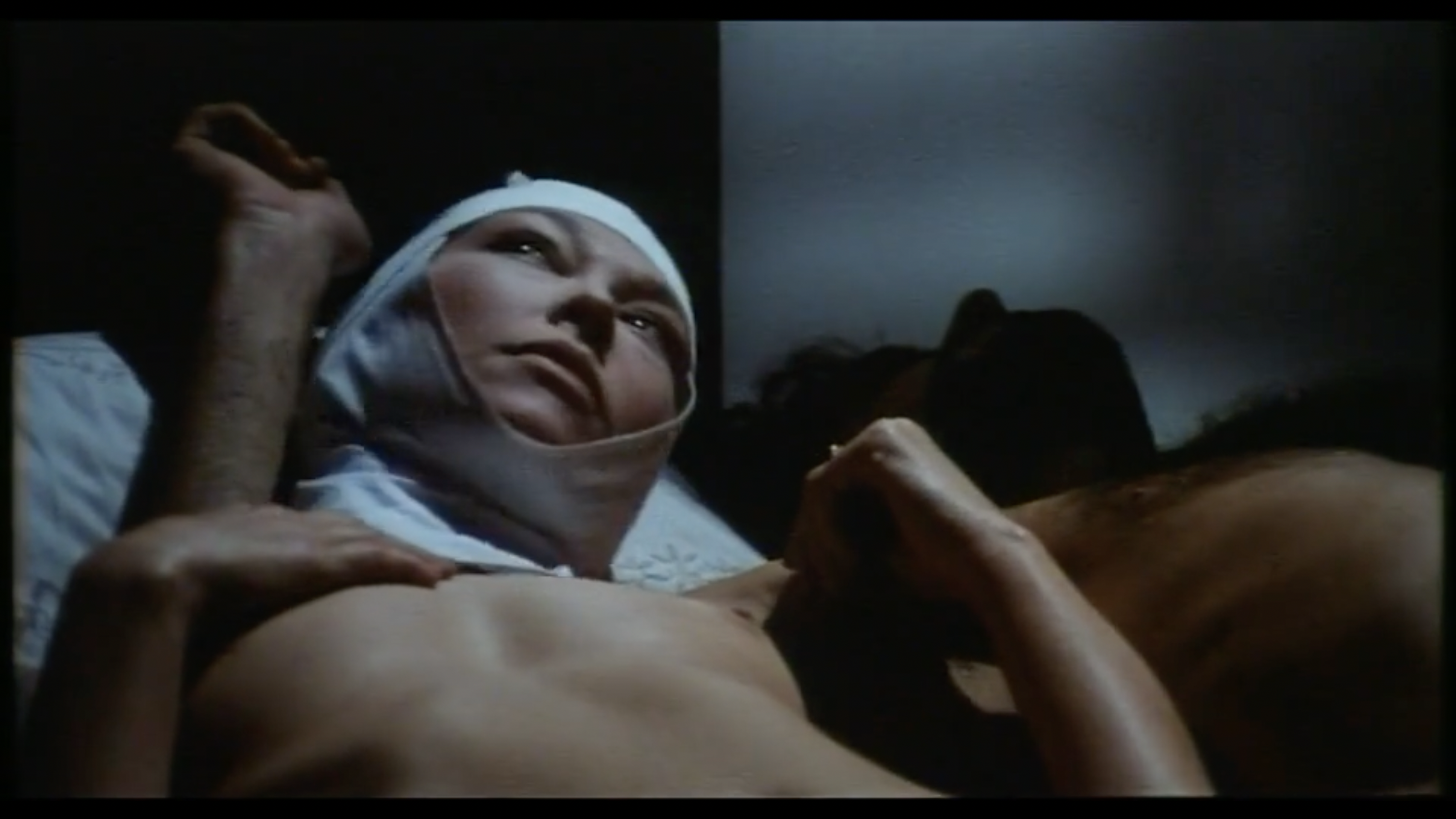
Carmela (C. Gravy) a letto con Pietro

In una seconda revisione del 1985, effettuata al fine di eliminare la restrizione ai minori e poter trasmettere il film in televisione, furono ulteriormente eliminate numerose scene, per un totale di 471 metri di pellicola:
1. Eliminata la scena nella quale le monache Giulia e Chiara si baciano;
2. Eliminata la scena nella quale la monaca Carmela si abbraccia col cavaliere Pietro;
3. Alleggerita la scena nella quale Chiara è inginocchiata sopra di pezzi di vetro;
4. Alleggerita la scena nella quale madre Giulia visita Agnese;
5. Eliminata la scena dell'amplesso tra suor Carmela e Pietro;
6. Eliminata la scena nella quale madre Giulia e suor Chiara hanno un rapporto saffico;
7. Alleggerite le scene nelle quali le suore condannate vengono sottoposte alle torture secondo il rito della Santa Inquisizione;
8. Alleggerita la scena nella quale madre Giulia muore, condannata ad avvelenamento da cicuta.

## Accoglienza

### Critica
(Piero Perona)